# 観音洞 (五台山)
観音洞（かんのんどう）は、中華人民共和国山西省忻州市五台県五台山にある仏教寺院。またの名は棲賢寺という。

## 歴史
観音洞は清の康熙年間に建立された。
1983年、中華人民共和国国務院は仏寺を漢族地区仏教全国重点寺院に認定した。

## 伽藍
山門、飛来亭、大雄宝殿、観音殿